# Lawndale (California)
Lawndale è una città della Contea di Los Angeles, in California (Stati Uniti).